# Eric Wetzels
E.J.M. (Eric) Wetzels (Maastricht, 12 augustus 1959) is een Nederlands ondernemer en VVD-partijbestuurder. Sinds 7 oktober 2022 is hij partijvoorzitter van  de VVD. Eerder was hij vicevoorzitter (2017-2020) en waarnemend partijvoorzitter (2017) van de VVD. Daarvoor was hij voorzitter van de VVD Kamercentrale Brabant (2002-2007). Daarnaast is hij directeur/eigenaar van een aantal ondernemingen.

## Biografie
Wetzels is lid van de Rotary en van daar uit is hij ook actief als bestuurslid van de Stichting Classic Wings & Wheels in Oosterhout. Hij studeerde bestuurskunde aan de Universiteit Twente. Hij werd in 2013 Ridder in de Orde van Oranje-Nassau.
In 2010 was hij onafhankelijk voorzitter van de coalitieonderhandelingen in Oosterhout. Van 2002 tot 2007 was hij voorzitter van de afdeling Brabant van de VVD. Hij was lid van de commissie die de VVD-kandidatenlijst samenstelt voor verkiezingen van de Tweede Kamer, de zogenaamde 'Permanente Scoutingscommissie' in Den Haag.
In 2013 werd Wetzels benoemd tot Ridder in de Orde van Oranje Nassau. Op 20 mei 2017 werd Wetzels vicevoorzitter van de VVD. De website van de VVD vermeldde Wetzels in september 2017 als waarnemend voorzitter van het hoofdbestuur. In november 2017 werd Christianne van der Wal de nieuwe partijvoorzitter. Op 7 oktober 2022 volgde Wetzels interim-partijvoorzitter Onno Hoes op. Hij werd met 68% van de stemmen gekozen.